# Kreekrakbrug (A58)
De Kreekrakbrug (A58) (eigenlijk Kreekrakbruggen omdat er twee keer twee bruggen zijn over twee verschillende kanalen) is een oeververbinding over het Schelde-Rijnkanaal en het Spuikanaal Bath en ligt dichtbij (2 km) de Kreekraksluizen in de Nederlandse provincie Zeeland, in de gemeente Reimerswaal.
De oeververbinding bestaat uit twee keer twee verkeersbruggen van het type kokerbrug die als autosnelweg in gebruik zijn. (Eén stel bruggen voor elke rijrichting.)
Tussen de Kreekrakbrug (N289) en de Kreekrakbrug (A58) ligt de Kreekrakspoorbrug.

## Scheepvaart
De Kreekrakbrug (A58) over het Schelde-Rijnkanaal heeft een doorvaartbreedte van 128,8 meter en een doorvaarthoogte van +10,89 meter NAP. Omdat in het kanaal het waterpeil hoger staat dan NAP is de netto doorvaarthoogte 9,09 meter t.o.v. het kanaalpeil.
De doorvaarthoogte en doorvaartbreedte van de bruggen over het Spuikanaal Bath is niet van belang omdat daar niet gevaren mag worden.